# Ingestão

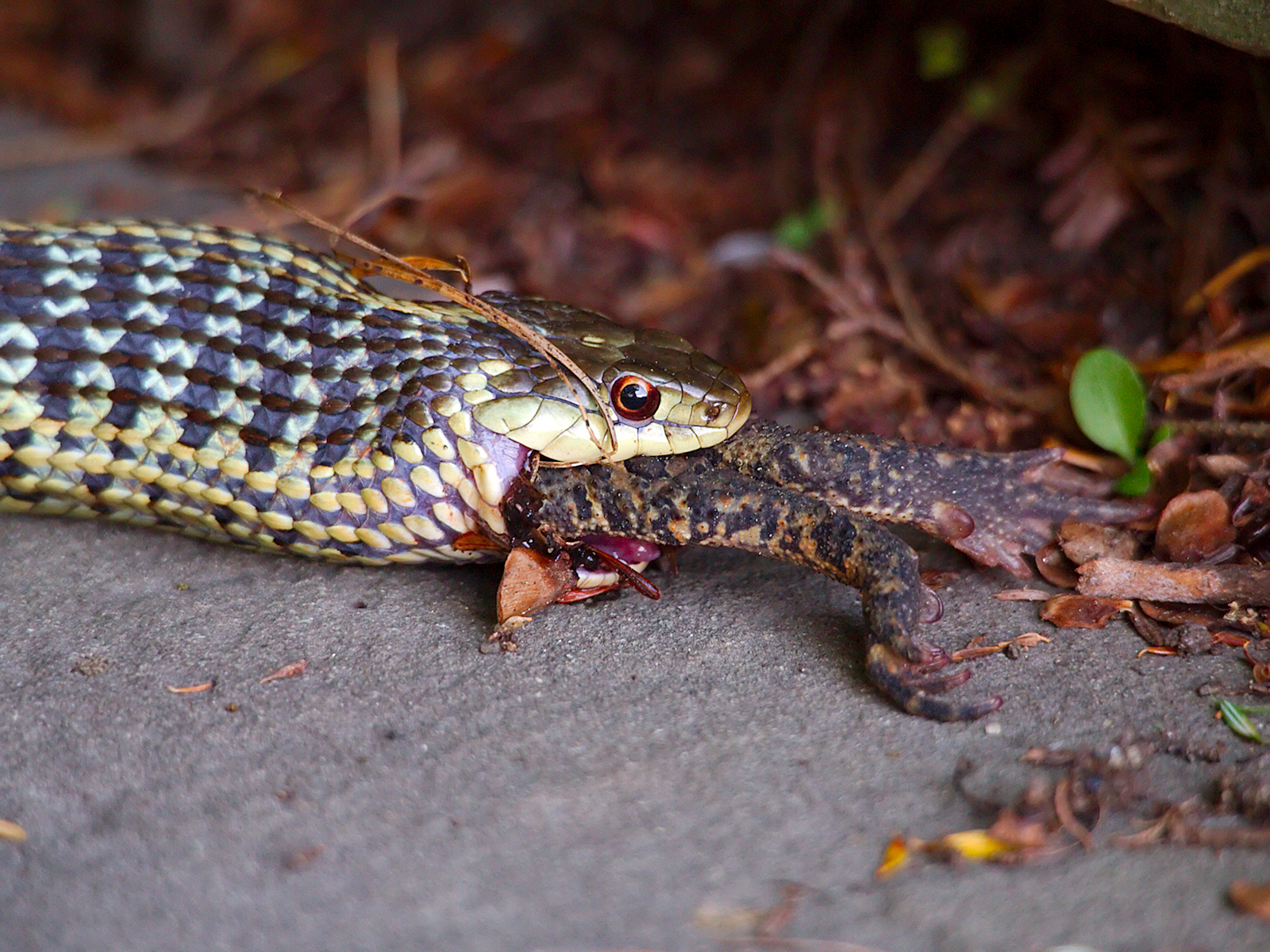
Cobra a comer um sapo

Ingestão é o consumo de uma substância por um organismo. Nos animais, é normalmente realizada introduzindo a substância no tubo digestivo através da boca, como por exemplo comendo ou bebendo. Em organismos unicelulares, a ingestão pode ter lugar através da absorção da substância pela parede celular.
Para além de substâncias nutricionais, outras substâncias que podem ser ingeridas incluem medicamentos, drogas recreacionais e substâncias consideradas não-comestíveis como corpos estranhos ou excrementos. A ingestão é uma rota comum usada por agentes patogénicos e venenos para entrar no corpo.

## Agentes patogénicos
Alguns agentes patogénicos são transmitidos via ingestão, incluindo vírus, bactérias e parasitas, geralmente pela rota fecal-oral. Existe frequentemente um passo intermédio, como beber água potável contaminada por fezes ou comer alimentos preparada por trabalhadores que não lavam as mãos adequadamente, e é mais comum em regiões onde o tratamento do esgoto não é comum. As doenças transmitidas pela rota fecal-oral incluem a hepatite A, a poliomielite e a cólera.
Alguns agentes patogénicos são tipicamente ingeridos por outras vias:
- As larvas do parasita Trichinella enquistam dentro dos músculos e são transmitidos como um novo hospedeiro come a carne infetada de um antigo hospedeiro.[1]
- O parasita Dracunculus é ingerido na água potável, que é contaminada com larvas libertadas quando o parasita emerge da pele do hospedeiro.[2]
- As bactérias do género Salmonella normalmente infetam os seres humanos através do consumo de ovos mal cozinhados.[3]

## Corpos estranhos
Pilhas de relógio são muitas vezes ingeridas por engano, particularmente por crianças e idosos, podendo ser confundidas com um comprimido devido ao seu tamanho e formato, ou inadvertidamente engolidas quando seguradas na boca enquanto a pilha está sendo mudada. A ingestão de pilhas pode causar problemas como o bloqueamento das vias respiratórias, vómitos, irritabilidade, hipersalivação persistente e erupções cutâneas (devido a alergia ao níquel).
A pica é um apetite anormal por objetos não-nutritivos ou alimentos em uma forma na qual não são normalmente comidos, como farinha. A coprofagia é o consumo de fezes, um comportamento comum em alguns animais, como os porcos e os cães.

## Controle da ingestão de alimentos em humanos
Entre os determinantes fisiológicos do controle da fome e saciedade estão fatores neuronais, endócrinos, adipocitários e intestinais. A leptina e a insulina são hormônios secretados em proporção à massa adiposa e atuam perifericamente, estimulando o catabolismo. No sistema nervoso central, a insulina e a leptina interagem com receptores hipotalâmicos, favorecendo a saciedade. Indivíduos obesos têm maiores concentrações séricas destes hormônios e apresentam resistência à sua ação. Os peptídeos intestinais, combinados a outros sinais, podem estimular (grelina e orexina) ou inibir (CCK, leptina e oximodulina) a ingestão alimentar. Todos atuam nos centros hipotalâmicos, que são os grandes responsáveis pelo comportamento alimentar.